# Bolsão (Tolkien)

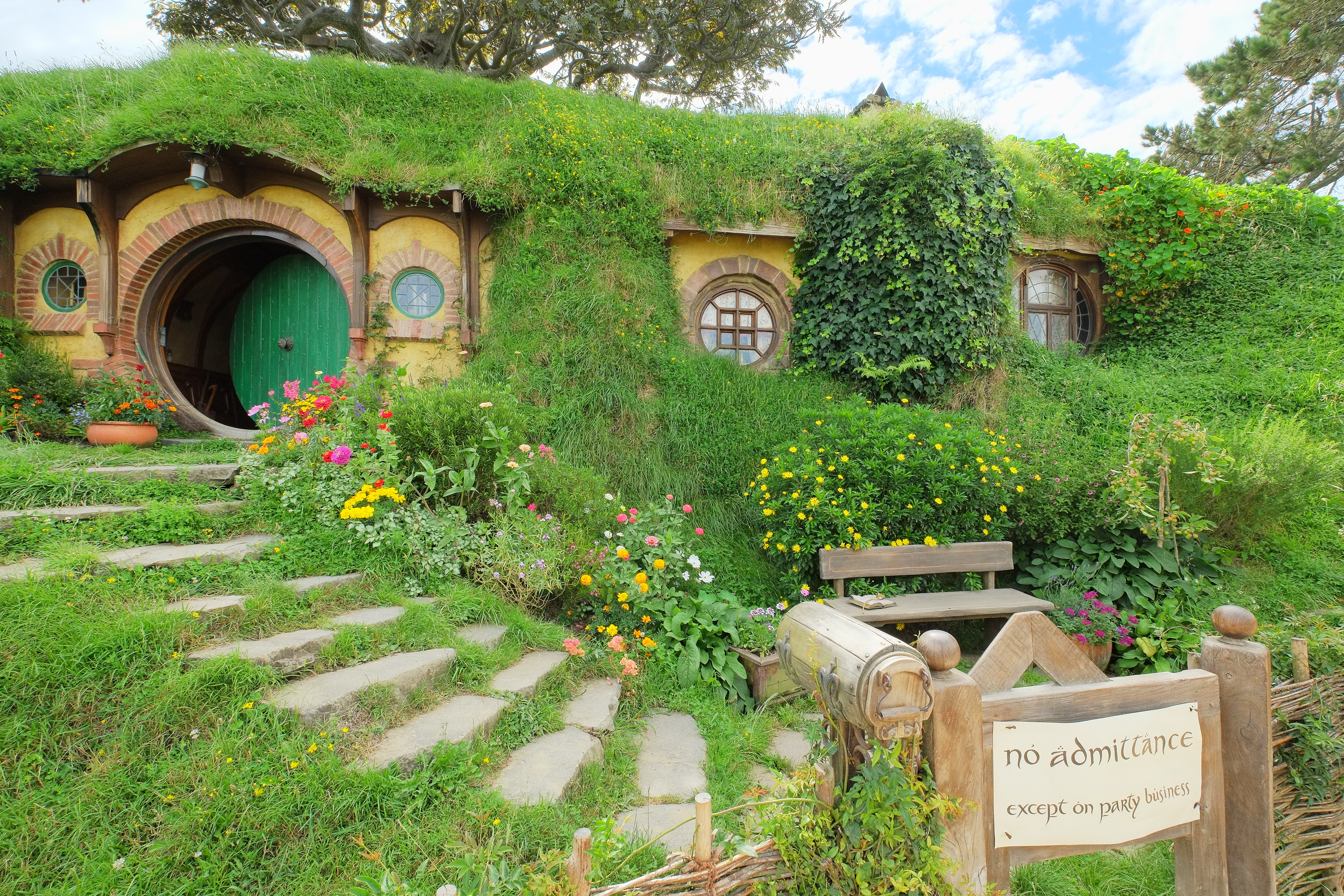
Bolsão, Hobbiton, a confortável residência subterrânea de Bilbo e, posteriormente, Frodo Bolseiro, construída para a série de filmes O Senhor dos Anéis de Peter Jackson.

Bolsão é a residência subterrânea dos hobbits Bilbo e Frodo Bolseiro nos romances de fantasia de J. R. R. Tolkien, O Hobbit e O Senhor dos Anéis. A partir de Bolsão, tanto Bilbo quanto Frodo iniciam suas aventuras e retornam para lá por um tempo. Assim, Bolsão representa o lugar familiar, seguro e confortável, em contraste com os locais perigosos que eles visitam. Ela constitui um dos pontos principais dos arcos narrativos dos romances e, como os hobbits retornam a ela, também forma um ponto final no círculo narrativo em cada caso.
Tolkien descreveu a si mesmo como um hobbit em tudo, exceto no tamanho. Estudiosos notaram que Bolsão é uma visão da casa ideal de Tolkien e, efetivamente, uma expressão de seu caráter. Peter Jackson construiu um elaborado cenário de Hobbiton, incluindo um Bolsão detalhado, na Nova Zelândia para sua série de filmes O Senhor dos Anéis.

## Descrição

### J. R. R. Tolkien
O Hobbit começa com uma das aberturas mais famosas da literatura:
| “ | Em um buraco no chão vivia um hobbit. Não era um buraco úmido, sujo e desagradável, cheio de minhocas e com um cheiro fétido, nem tampouco um buraco seco, arenoso e vazio, sem nada para sentar ou comer: era uma toca de hobbit, e isso significa conforto. | ” |

Os protagonistas de O Hobbit e O Senhor dos Anéis, Bilbo e Frodo Bolseiro, residiam em Bolsão, uma luxuosa toca de hobbit, escavada na Colina, no lado norte da cidade de Hobbiton, na Quarta Oeste do Condado. Tolkien produziu desenhos de Bolsão e Hobbiton [en]. Sua aquarela A Colina: Hobbiton do Outro Lado da Água mostra o exterior e a paisagem circundante. Tolkien fez vários esboços a lápis e tinta desses temas, definindo gradualmente a localização final e a arquitetura de Bolsão.
Outro desenho de Tolkien, O Salão em Bolsão, Residência de B. B. Bolseiro Esquire, retrata o interior, com acessórios do século XX [en], como um relógio de parede e um barômetro. Outro relógio é mencionado no capítulo 2 de O Hobbit. O barômetro é mencionado nos rascunhos de Tolkien para O Hobbit.

### Peter Jackson

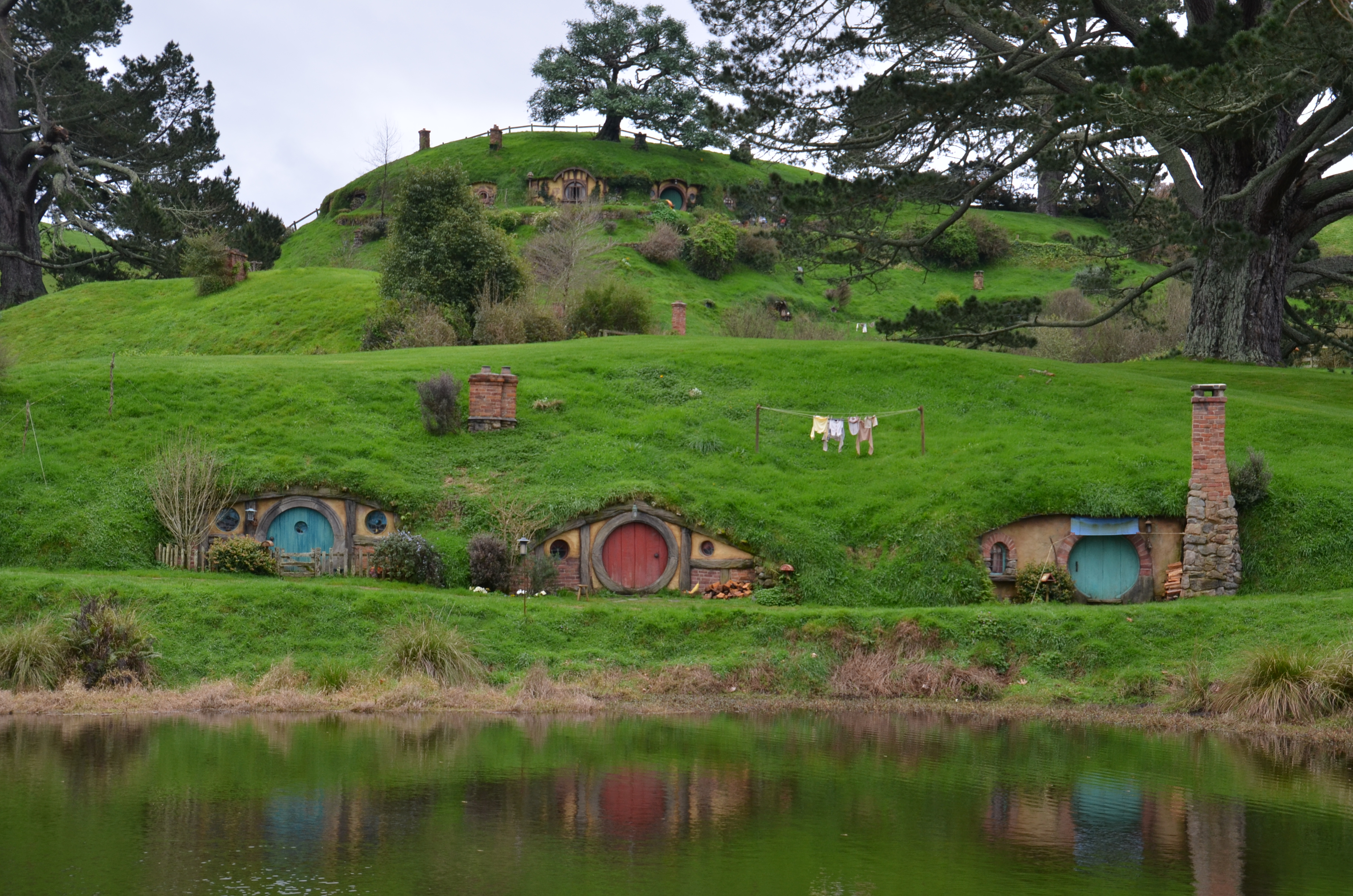
A versão de Jackson da Colina em Hobbiton às Margens da Água. A imagem pode ser comparada com a pintura em aquarela de Tolkien A Colina: Hobbiton do Outro Lado da Água (acima)

Peter Jackson construiu um elaborado cenário de Hobbiton na fazenda de ovelhas Alexander, em Matamata [en], na Nova Zelândia, para sua série de filmes O Senhor dos Anéis. O cenário incluía um moinho de água, a Estalagem do Dragão Verde e várias tocas de hobbits, além de Bolsão em uma pequena colina, com jardim. Jackson afirmou sobre o cenário: "Parecia que, ao abrir a porta verde circular de Bolsão, você encontraria Bilbo Bolseiro lá dentro."
Chad Chisholm e colegas, ao revisar o filme de Jackson de 2012, O Hobbit: Uma Jornada Inesperada, para a revista Mallorn, escrevem que Jackson, de forma humorística, apresenta os anões "rudes e prontos" invadindo a "casa arrumada de Bilbo e esvaziando sua despensa", proporcionando "um tipo de alívio cômico constante aos perigos na escuridão".

## Análise

### Origens no mundo real

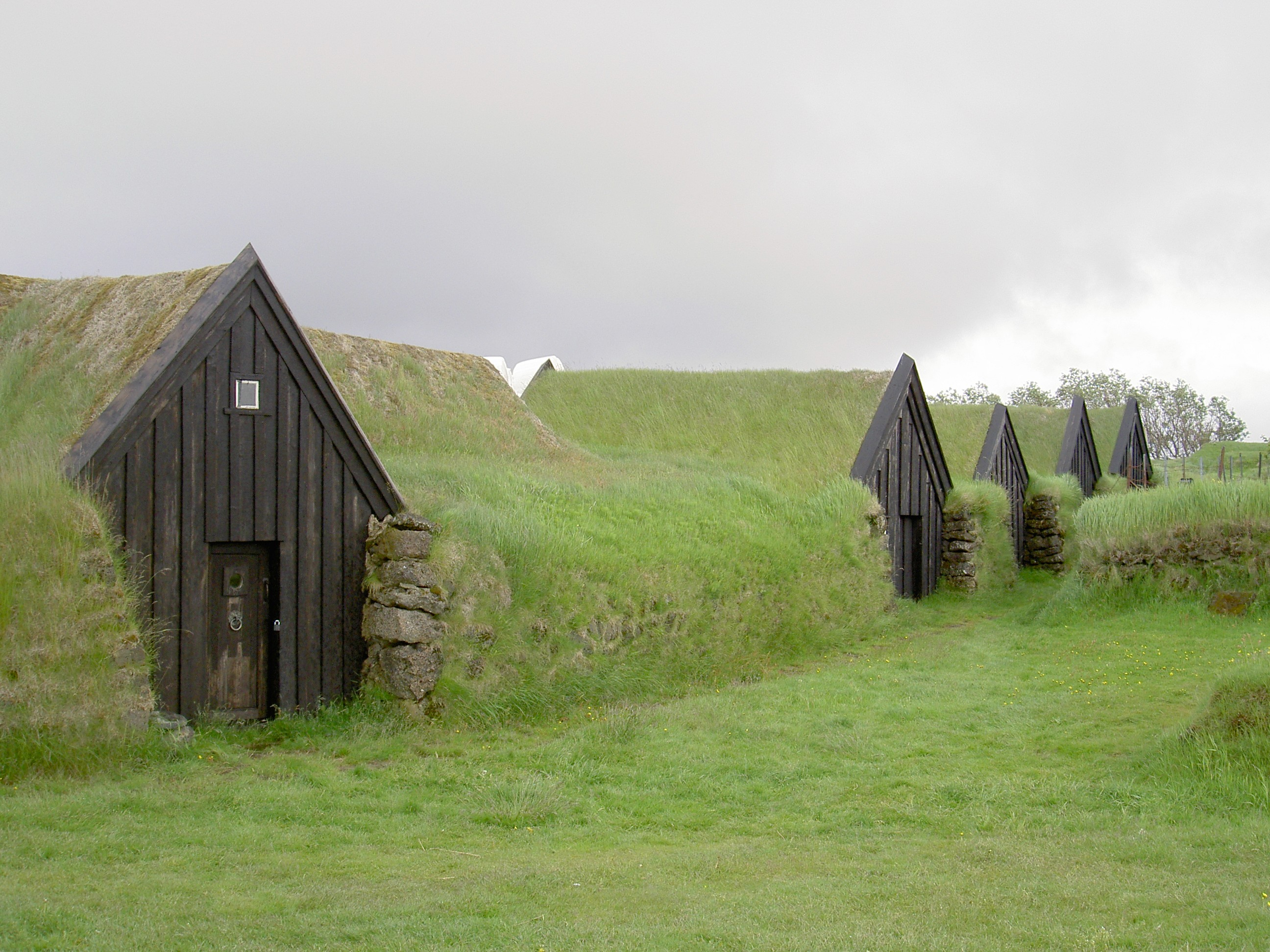
Casas cobertas de turfa em Keldur, Islândia

"Bolsão" era o nome real da casa de estilo Tudor, datada de 1413, da tia de Tolkien, Jane Neave, na vila de Dormston [en], Worcestershire. Andrew Morton escreveu um relato de suas descobertas para a Tolkien Library. Os estudiosos de literatura e cinema Steven Woodward e o historiador de arquitetura Kostis Kourelis sugerem que Tolkien pode ter se inspirado nas casas de turfa da Islândia, como as de Keldur [en], para criar suas tocas de hobbits.

### Caráter a partir da arquitetura
Tolkien afirmou "Eu sou, de fato, um hobbit", e estudiosos concordam que ele se assemelhava aos seus hobbits em muitos aspectos, apreciando boa comida, jardinagem, fumar cachimbo e viver em uma casa familiar e confortável. Tolkien faz de Bolsão um lugar que, nas palavras do estudioso de Tolkien Thomas Honegger [en], "a maioria dos leitores sente-se fortemente tentada a calçar seus chinelos imaginários e se acomodar com um pedaço de bolo e um pouco de chá." Honegger argumenta que os lugares têm um papel crucial em O Senhor dos Anéis, e a função da toca de hobbit segura é estabelecer o caráter dos "hol-bytlan (moradores de buracos), em primeiro lugar seres estacionários que têm uma profunda aversão a viajar fora do Condado." Para eles, Honegger escreve, "viajar para o exterior pertence à mesma categoria que aventuras", citando a observação de Bilbo em O Hobbit: "Coisas desagradáveis, perturbadoras e desconfortáveis! Fazem você se atrasar para o jantar!"
Joseph Wright [en], em seu The English Dialect Dictionary [en] de 1898–1905, inclui uma entrada para hobman, uma das muitas possíveis fontes da palavra hobbit [en], que afirma que "cada elfo-homem ou hobman tinha sua habitação, à qual dava seu nome". O estudioso de Tolkien Michael Livingston comenta que disso é fácil "lembrar o hobbit semelhante a um homem, amigo dos elfos, morador de buracos, Sr. Bolseiro de Bolsão, contratado pelos anões não tão diferentes para cometer um roubo".

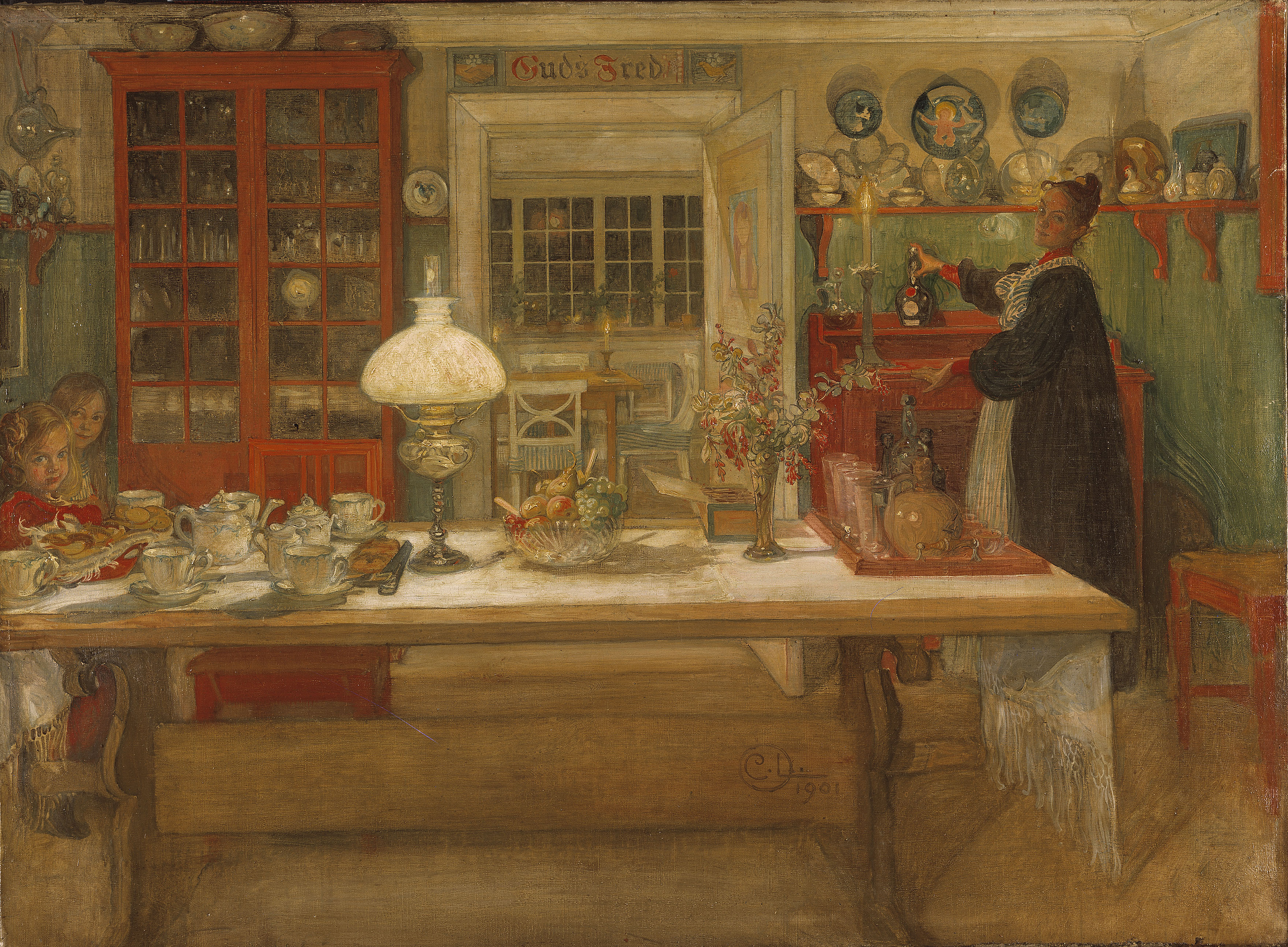
Um interior aconchegante: o artista sueco Carl Larsson retratou sua casa inspirada no Movimento Arts & Crafts em 1901 nesta pintura. Johanna Brooke sugere que Bolsão poderia ter sido nesse estilo.

A estudiosa de literatura Johanna Brooke escreve na Journal of Tolkien Research que o caráter de Bilbo Bolseiro pode ser inferido da  arquitetura de Bolsão, assim como o dos hobbits em geral pode ser deduzido de sua preferência por viver em buracos. Ela sugere que Bolsão é uma construção no estilo Arts & Crafts, alinhada às ideias do designer William Morris e outros entre 1880 e 1920. Características como as paredes com painéis, azulejos e tapetes de Bolsão poderiam, segundo Brooke, ter sido fabricadas pela Morris & Co. [en], enquanto a toca próspera indica claramente que Bilbo é de classe média. Sua posição no topo da Colina "demonstra uma elevação física e social acima de outros proprietários de tocas", já que, como Tolkien escreveu no Prólogo de O Senhor dos Anéis, "locais adequados para esses túneis grandes e ramificados... não eram encontrados em todos os lugares".
Brooke observa a afirmação de Tolkien de que "apenas os mais ricos e os mais pobres" conseguiam manter a prática tradicional dos hobbits de viver em buracos: os pobres poderiam ter, como disse Tolkien, "túneis do tipo mais primitivo... com apenas uma janela ou nenhuma". Bolsão contrasta fortemente com tal toca, com seus melhores quartos equipados com "janelas redondas e profundas". Brooke comenta que Tolkien ilustrou isso em A Colina: Hobbiton do Outro Lado da Água, onde Bolsão tem várias janelas, enquanto as tocas mais abaixo (da Rua do Bolsão) têm menos. Outros indicadores de riqueza e classe incluem confortos da era vitoriana, como uma sala de jantar, várias despensas e guarda-roupas. Essas características poderiam indicar, escreve Brooke, que o proprietário de Bolsão é "indulgente, excessivamente luxuoso, muito confortável, até um pouco vaidoso", embora, por outro lado, o espaço para pendurar muitos chapéus e casacos sugira que receber convidados é importante para ele. Brooke cita a observação de Morris de que "o trabalhador não pode se dar ao luxo de viver em algo que um arquiteto projetaria; tocas de coelho de tamanho moderado [são] para homens de classe média rica", afirmando que, com a menção a tocas de coelho, isso "se encaixa perfeitamente em Bolsão".
A cartógrafa Karen Wynn Fonstad [en] elaborou um plano de Bolsão, mostrando sua visão de um layout confortável com várias adegas e despensas, completo com múltiplas lareiras e chaminés, baseado nas pistas fornecidas por Tolkien em O Hobbit e O Senhor dos Anéis. Seu plano faz de Bolsão uma construção com cerca de 40 metros de comprimento e até 15 metros de largura, escavada na Colina. Honegger escreve que o trabalho de Fonstad contribuiu significativamente para dar à Terra Média uma "existência independente".

### Única saída
O estudioso de Tolkien Tom Shippey [en] escreve que o nome Bolsão é uma tradução direta do francês cul-de-sac ("fundo de [um] saco"), algo que ele chama de "uma frase boba... um pouco de esnobismo orientado ao francês", usado na Inglaterra para significar um beco sem saída, uma rua com apenas uma saída; ele observa que os franceses dizem impasse para a mesma coisa. As jornadas de Bilbo e Frodo foram interpretadas como tais ruas confinadas, pois ambas começam e terminam em Bolsão. Segundo Don D. Elgin, a Uma Canção Ambulante [en] de Tolkien, que aparece repetidamente em diferentes formas em O Senhor dos Anéis à medida que a busca avança, é "uma canção sobre as estradas que seguem sempre em frente até retornarem, por fim, às coisas familiares que sempre conheceram." Assim, ela forma um dos pontos principais dos arcos narrativos em O Hobbit e O Senhor dos Anéis, e, como os hobbits retornam a ela, também constitui um ponto final no círculo narrativo em cada caso.

### A residência mais desejada

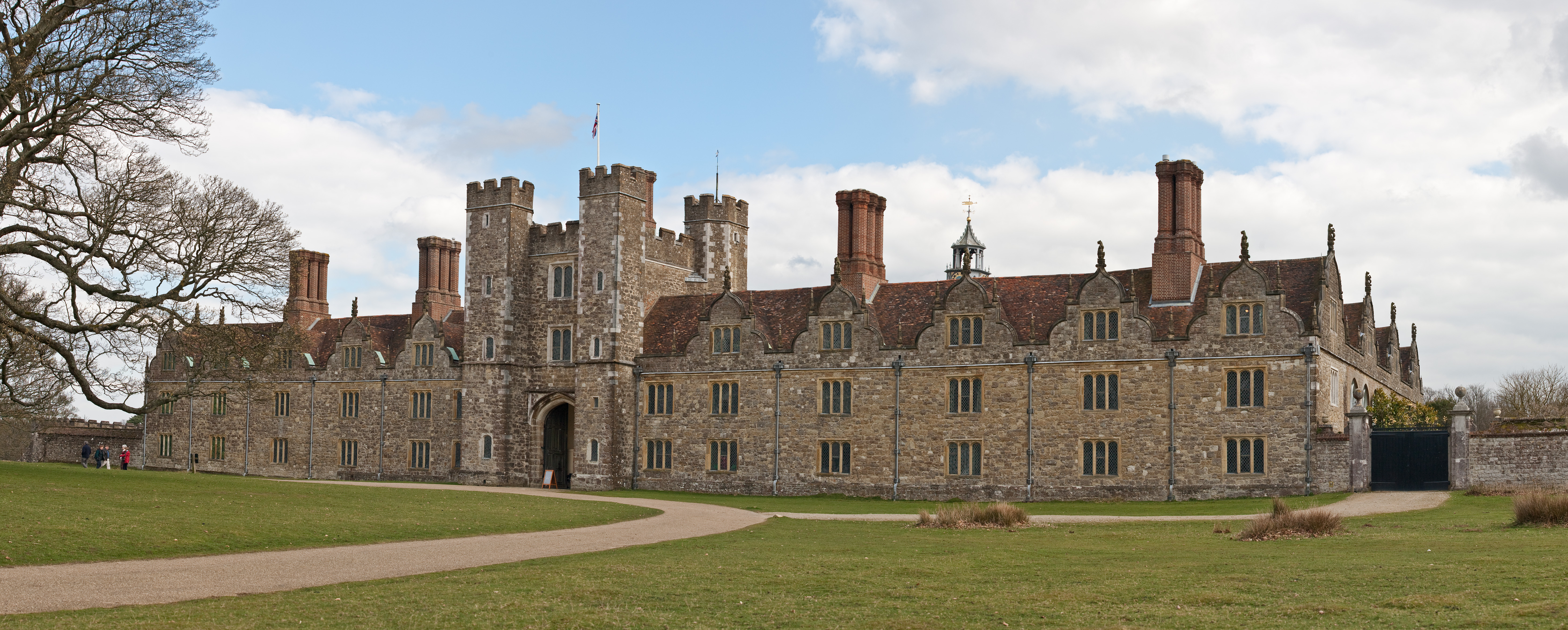
O desejo de Lobélia Sacola-Bolseiro de adquirir Bolsão, a casa de Bilbo, foi comparado à frustração de Vita Sackville-West em não herdar sua casa de família, Knole House (na imagem).

O jornalista Matthew Dennison compara o desejo de Lobélia Sacola-Bolseiro [en] de se mudar para Bolsão com o apego apaixonado da aristocrata de nome semelhante Vita Sackville-West por sua casa de família, Knole House, que ela não pôde herdar. Sackville-West tornou-se famosa como romancista e poeta, e, na época em que O Senhor dos Anéis foi publicado, como colunista de jardinagem do The Observer. Dennison observa que Lobélia é o nome de uma flor de jardim, e que os leitores dos anos 1950 teriam imediatamente associado a personagem à famosa jardineira.
Shippey argumenta que os Bolseiros e os Sacola-Bolseiros são "opostos conectados", já que o oposto de um burguês é um ladino, alguém que invade casas burguesas, e em O Hobbit Bilbo é convidado a se tornar um ladrão, para invadir o covil do dragão Smaug. Ele observa que o nome Sacola-Bolseiro, para o ramo esnobado da família Bolseiro, é uma piada filológica, pois Sac[k]-ville pode ser traduzido como a forma francesa do humilde "Vila do Saco", outra tentativa de reforçar o status burguês da família ao "afrancesar" seu sobrenome.
| Característica         | Bilbo Bolseiro                 | Lobélia Sacola-Bolseiro              |
| ---------------------- | ------------------------------ | ------------------------------------ |
| Comportamento, atitude | Simples                        | Esnobe                               |
| Papel na história      | Ladino                         | Burguesa                             |
| Língua                 | Inglês (dialeto)               | Afrancesado                          |
| Sem saída              | Bolsão                         | cul-de-sac                           |
| Bolsão                 | Proprietário e residente atual | Aspirante a proprietária e residente |

### Contrastes com lugares distantes

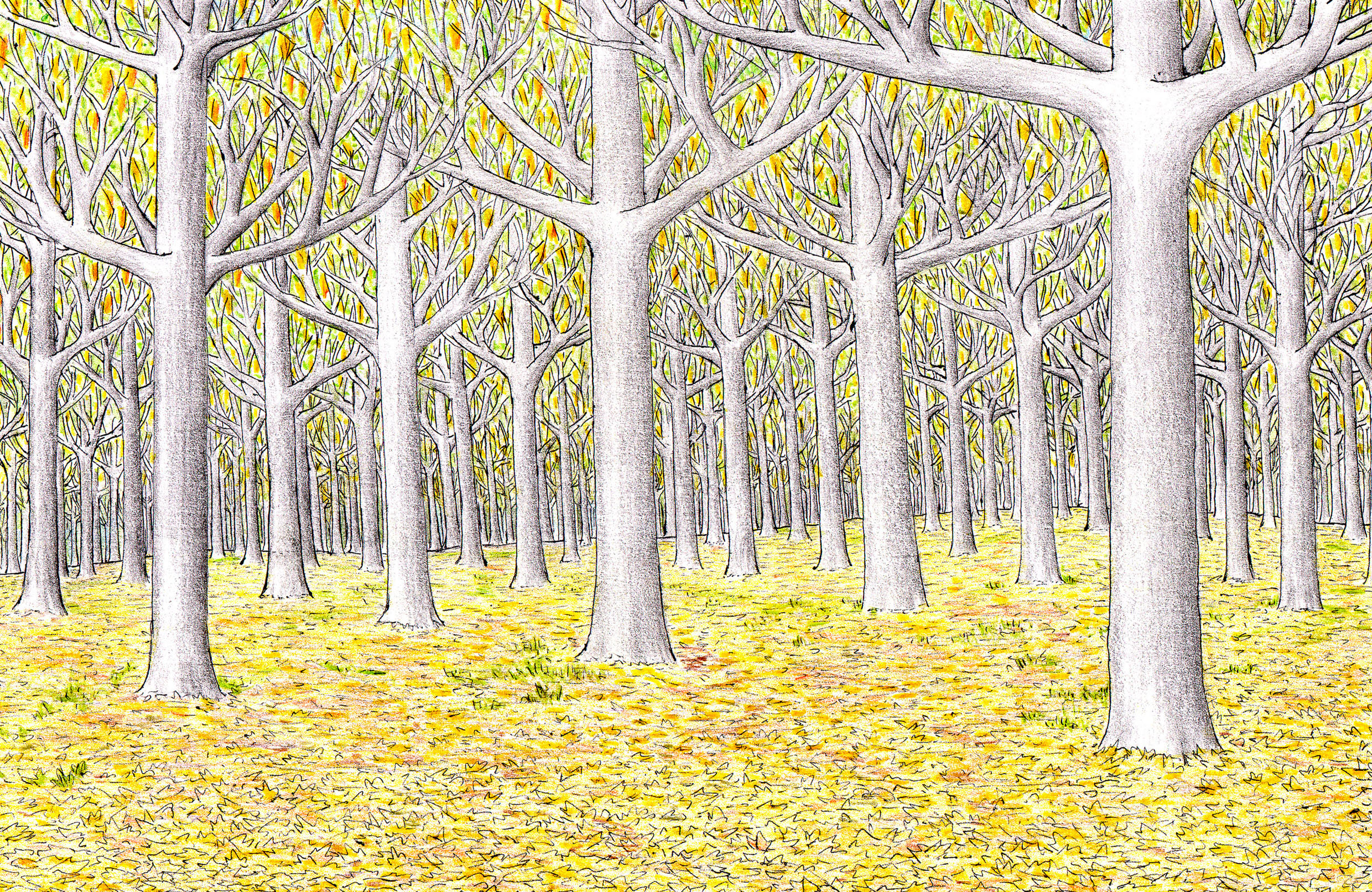
Contraste com Bolsão: Impressão artística de Matěj Čadil de Lothlórien, "uma clareira arejada em uma floresta cheia de luz solar, evocando uma sensação de abertura protegida."

O historiador Joseph Loconte escreveu que Tolkien estabeleceu um contraste entre o Bolsão leve e sereno de Frodo e o Isengard sombrio e industrialmente destrutivo do mago corrupto Saruman. Loconte compara isso ao contraste no livro infantil de 1950 de seu colega Inklings C. S. Lewis, O Leão, a Feiticeira e o Guarda-roupa, entre a casa encantadora, mas humilde, do Sr. e da Sra. Castor, e o opulento palácio gelado da Feiticeira Branca. Na visão de Loconte, ambos os autores "reintroduziram na imaginação popular uma visão cristã de esperança em um mundo torturado por dúvida e desilusão".
Honegger destaca um contraste bastante diferente, entre Bolsão, como retratado no desenho de Tolkien O Salão em Bolsão, "o espaço caseiro, mas estreitamente limitado, de uma toca de hobbit, com a paisagem igualmente arrumada e definida do Condado ao fundo", e sua pintura A Floresta de Lothlórien na Primavera, que mostra "nenhum lugar específico, mas uma clareira arejada em uma floresta cheia de luz solar, evocando uma sensação de abertura protegida." Se o Condado é um "idílio pequeno-burguês isolado e remoto", então, sugere Honegger, Lothlórien é um "idílio transcendental ou idealizado". Além disso, as confortáveis tocas de hobbits do Condado contrastam com a natureza indomada da Floresta Velha, o idílico Valfenda, e até mesmo com o que havia sido a "terra prometida" dos anões, Moria. O mesmo se aplica, argumenta Honegger, ao tempo: enquanto Bolsão e o Condado estão anacronicamente no presente, a Floresta Velha, Valfenda e Lothlórien representam viagens de volta ao passado.
| Bolsão, Condado                 | Bolsão, Condado | Lugar distante         | Lugar distante                    | Lugar distante |
| Qualidade                       | Tempo           | Nome                   | Qualidade                         | Tempo          |
| ------------------------------- | --------------- | ---------------------- | --------------------------------- | -------------- |
| Caseiro, estreitamente limitado | No presente     | Floresta de Lothlórien | Abertura protegida                | No passado     |
| Idílio pequeno-burguês isolado  | No presente     | Floresta de Lothlórien | Idílio transcendental, idealizado | No passado     |
| Confortável, domado             | No presente     | Floresta Velha         | Natureza indomada                 | No passado     |
| Confortável, domado             | No presente     | Valfenda               | Idílico                           | No passado     |
| Confortável, domado             | No presente     | Moria                  | Terra prometida dos anães         | No passado     |

### Estranheza
Bolsão recebe visitantes estranhos – Gandalf e os anões, fazendo com que pareça um "lugar esquisito", nas palavras do personagem Ted Sandyman, "e seus moradores são ainda mais esquisitos". Bilbo e Frodo também passam a ser vistos como estranhos. Bilbo é "muito rico e muito peculiar", não apenas porque parece não envelhecer, mas também porque saiu em uma jornada fora do Condado e voltou mudado. David LaFontaine escreve na The Gay and Lesbian Review Worldwide [en] que Bilbo é um "solteirão convicto" que nunca é "ligado romanticamente" a nenhuma mulher, e que vive sozinho no "ambiente luxuoso e encantador" de Bolsão, "ilustrando a sensibilidade artística do hobbit". LaFontaine comenta que Tolkien admira o "estilo de vida não convencional" de Bilbo "quase ao ponto de inveja". Para LaFontaine, a descrição de Tolkien da "esquisitice" de Bilbo deve ser interpretada como um retrato de um homem homossexual.

## Paródia
O romance de paródia de 1969 Bored of the Rings [en], escrito pelos fundadores da National Lampoon Henry Beard [en] e Douglas Kenney [en], zomba do retorno de Frodo de sua perigosa missão para Bolsão com as palavras: "ele caminhou diretamente para sua lareira aconchegante e desabou na cadeira. Começou a refletir sobre os anos de delicioso tédio que o aguardavam. Talvez ele começasse a jogar Scrabble."

### J. R. R. Tolkien
1. ↑  (Tolkien 1937, Capítulo 1. Uma Festa Inesperada)
2. ↑  (Tolkien 1937, Capítulo 2. Carneiro Assado. "Se você tivesse limpado a lareira, teria encontrado isto logo abaixo do relógio", disse Gandalf, entregando a Bilbo um bilhete [de Thorin].)
3. ↑  (Tolkien, A Última Canção de Bilbo: (para "XIV. Retorno a Hobbiton" nota 21) "o Hornblower que recebeu o barômetro agora muda de Cosimo (passando por Carambo) para Colombo." (Uma Festa Muito Esperada): "Para Cosimo Chubb, trate-o como se fosse seu, Bingo: no barômetro. Cosimo costumava batê-lo com um dedo gordo e grande sempre que vinha visitar. Ele tinha medo de se molhar e usava um cachecol e um casaco o ano todo.")

- Tolkien, J. R. R. (1937). The Hobbit [O Hobbit]. [S.l.]: George Allen & Unwin